# Endomyxa
Az Endomyxa a Rhizaria eukariótáinak csoportja. Eleinte a Cercozoa, később a Retaria altörzseként sorolták be, de több elemzés alapján filogenetikailag mindkettőtől elkülönül, és ma önálló törzs.

## Történet
2002-ben írta le Thomas Cavalier-Smith, ekkor sorolta be a Cercozoa altörzseként. 2018-ban Cavalier-Smith a Retaria altörzseként sorolta be, 2019-ben viszont Adl et al. önálló törzsként írta le.
2018-as tanulmányukban Cavalier-Smith, Chao és Lewis az Endomyxa testvércsoportjaként mutatták ki az Ectoretát, szemben a korábbi feltételezésekkel, melyek szerint a Gromia, a Filoreta nemzetségek vagy ezek együttesének testvércsoportja. Sierra et al. heterogén helyzetű CAT-GTR-rel az Endomyxa parafiletikus létét mutatta ki, de ezt csak kevéssé (0,5) támasztották alá. E tanulmányban mutatták ki az Endomyxa révén, hogy az 1998-as leírás szerinti Cercozoa a Retaria őse, így parafiletikus.
Egy 2024-es tanulmány szerint parafiletikus lehet, mert nincs a Retariával nem közös őse, azonban ennek támogatottsága alacsonynak bizonyult.

## Morfológia
A Rhizariában a Polycystina révén 2018-ban kimutatták, hogy a központi kapszula sűrű anyaga nem homológ a páncélos ostorosok sűrű lemezeivel, mivel az alveolusokon kívül van, de lehetséges a Polycystina központi kapszula alatti belső alveolusainak ősi alveolusokból való kifejlődése, ez 4 független alveoláris veszteséget igényelne, kevesebbet, mint a sárgásmoszatokban, de többet, mint a növényekben, ahol csak 1 kellett. A Vampyrellideának nincs ostora a Lateromyxa gallica kivételével, a Phytomyxeának van.

## Életciklus
Testi sejtjeik kisebbek és általában rövidebb életűek, mint a Retaria sejtjei, és velük ellentétben nincsenek kortikális alveolusaik. A Vampyrellidea feltehetően nem szaporodik ivarosan, de a L. gallica esetén találtak meiózisra utaló bizonyítékokat. Ezenkívül a Gromiidea esetén is ismert ivaros szaporodás.
Ősszel gyökérpatogén tagjai különösen gyakoriak a fák föld feletti részein, ezek felszíne a levegőben szétszóródó propagulumok fizikai szűrője lehet. Az évszak mellett a fafaj és a mikroélőhely is jelentősen befolyásolja a közösségek szétszóródását.

## Táplálkozás

### Parazita
4 parazita osztálya van, ezek a Phytomyxea, a Vampyrellidea, a Gromiidea és az Ascetosporea, valamint egy, korábban a Proteomyxidea osztályba sorolt rend, a Reticulosida is parazita. A Phytomyxea két rendből áll, ezek a főleg zöld növények parazitáiból álló Plasmodiophorida és a főleg diatómákéiból és barnamoszatokéiból álló Phagomyxida, míg az Ascetosporea állatok, elsősorban gerinctelenek parazitája.

### Ragadozó
A Vampyrellidea állábakkal mozgó és evő ragadozó amőbákból áll, melyekkel a környező sejt tartalmát felszívják.

### Szimbionták
A Gromiidea endobionta baktériumok által történő denitrifikációt visz véghez, ez az anaerob sejtlégzés egyik változata.

## Genetika
A Retaria és az Endomyxa aktinszekvenciái szünapomorfak. Krabberød et al. 2017-es tanulmánya szerint kizárólag az aktinszekvenciák alapján az Endomyxa 3 csoportból álló polifiletikus csoport, de a tanulmány eredményei szerint monofiletikus, a Cercozoa parafiletikus. Az Endomyxában és a Retariában a tanulmány szerint az aktin duplikációja megtörtént, míg az α- és β-tubuliné csak a Retariában.

## Filogenetika
Az Endomyxa vagy annak a Retariával együtt alkotott kládjának testvércsoportja lehet egy névtelen csoport, mely az Aquavolonida és a Tremulida mellett egy névtelen kládot tartalmaz.

## Fordítás
Ez a szócikk részben vagy egészben  az   Endomyxa című angol Wikipédia-szócikk ezen változatának fordításán alapul.  Az eredeti cikk szerkesztőit annak laptörténete sorolja fel. Ez a jelzés csupán a megfogalmazás eredetét és a szerzői jogokat jelzi, nem szolgál a cikkben szereplő információk forrásmegjelöléseként.